# Жарко Мићин
Жарко Мићин (Нови Сад, 20. јул 1982) српски је адвокат и политичар. Од 2025. обавља функцију градоначелника Новог Сада. Бивши је одборник у Скупштини града Новог Сада и бивши народни посланик у Скупштини Србије.

## Биографија
Рођен је 20. јула 1982. године у Новом Саду. По завршетку средњошколског образовања, дипломирао је на Правном факултету и положио правосудни испит. Такође је завршио високе студије безбедности и одбране као полазник 13. класе Школе националне одбране. У званичној биографији се наводи и да је завршио редовни војни рок.
Своју професионалну каријеру започео је као адвокатски приправник у адвокатској канцеларији Бајић, а затим је радио као руководилац правне службе и директор у једној приватној компанији. У наставку каријере, био је председник Надзорног одбора хотела „Праг” у Београду, као и члан Надзорног одбора Завода за судска вештачења АД. Радну каријеру наставио је у јавном сектору где је обављао функције извршног директора ЈП „Завод за изградњу Града”, генералног директора ЈП „Спортски и пословни центар Војводина”, као и извршног директора ЈП „Урбанизам” Завода за урбанизам Нови Сад. Такође, био је шеф Кабинета градоначелника Милоша Вучевића и координатор пројекта изградње станова за избегла лица као и као и председник Комисије за избор корисника истих. Поред тога, био је шеф Кабинета потпредседника Владе и министра одбране, као и шеф Кабинета председника Владе Србије.
Мићин је три пута биран за народног посланика у Народној скупштини Србије. У оквиру скупштинских активности, био је члан Одбора за европске интеграције, Одбора за правосуђе, државну управу и локалну самоуправу, као и члан делегације у Парламентарној скупштини Савета Европе.
У периоду од 2018. до 2021. године радио је као адвокат у својој адвокатској канцеларији. Налази се на месту председника Управног одбора Југоимпорта. Крајем фебруара 2025. предложен је за градоначелника Новог Сада, а 22. фебруара је изабран на ту функцију. За његов избор за градоначелника је гласало 45 од 78 одборника Скупштине града Новог Сада.
Одабран је на парламентарним изборима 2016. и 2020. Гласао је за 326 закона и предлога закона, ниједном није био суздржан нити гласао против, а није био присутан током гласања о 51 закону и предлогу. Није ниједном одржао говор, нити је сам предложио неки закон.
Ожењен је и из брака има две ћерке. Течно говори енглески језик, а има и сопствену адвокатску канцеларију у којој је радио од 2018. до 2021.